# Бирс, Клиффорд Уиттингем
Клиффорд Уиттингем Бирс (англ. Clifford Whittingham Beers; 30 марта 1876, Нью-Хейвен (Коннектикут), США — 9 июля 1943, Провиденс) — американский писатель и общественный деятель, один из зачинателей психиатрической реформы в США в начале XX века, активист движения по охране психического здоровья, основатель движения психогигиены.

## Биография
Родился в семье среднего достатка. Был одним из пятерых детей. Все его сёстры и братья имели предрасположенность к психическим заболеваниям, и все пятеро умерли в психиатрических учреждениях.
В 1894—1897 годах обучался в Шеффилдской научной школе Йельского университета. Страдал биполярным аффективным расстройством.
После смерти любимого брата в 1900 году Клиффорд Бирс пережил острый кризис и попытался совершить самоубийство, выпрыгнув из окна четвёртого этажа в доме родителей, однако выжил, получив серьёзные травмы.
С симптомами тяжёлой депрессии в результате паранойи с 1900 по 1903 гг. содержался в психиатрической больнице. За время нахождения в лечебнице изучил на себе самом постановку психиатрического дела в Америке.
Поправившись, написал книгу «Ум, который вновь обрёл себя» (A Mind That Found Itself, 1908), в которой рассказал обо всех своих переживаниях во время болезни. Появление этой книги было настоящим событием, на которое откликнулись и психиатры, и широкая публика. Решено было обратить внимание на положение душевнобольных и, тем более, здоровых, находящихся по какой-либо причине в неустойчивом равновесии.
В 1909 году стал основателем Национального комитета психической гигиены США (National Committee for Mental Hygiene), который действует поныне под названием Психическая гигиена Америки (Mental Health America). Комитет способствовал проведению важных законодательных реформ, внедрению новшеств в медицинском обслуживании и созданию автономных клиник.
Умер в 1943 году в частной психиатрической больнице в Провиденсе.